# 拉赫曼·阿穆扎德
拉赫曼·阿穆扎德（波斯語：رحمان عموزاد，2001年7月17日—），伊朗男子摔跤运动员，2022年亚洲摔跤锦标赛男子自由式65公斤级金牌得主、2022年世界摔跤锦标赛男子自由式65公斤级金牌得主、2023年亚洲摔跤锦标赛男子自由式65公斤级金牌得主、2022年亚洲运动会男子自由式65公斤级银牌得主。